# Bathione humboldtensis
Bathione humboldtensis is een pissebed uit de familie Bopyridae. De wetenschappelijke naam van de soort is voor het eerst geldig gepubliceerd in 1998 door Pardo, Guisado & Acuña.